# Giottino
Giottino (1324-1357) egentlig Giotto di Maestro Stefano, virkede vist fra begyndelsen af 1350’erne til slutningen af 1370’erne, var 1369 i Sankt Lukasgildet i Firenze og arbejdede samme år som en af de ledende malere i Vatikanet. Giottino, der også går under navnet "Mesteren for Sylvester-Freskerne" efter scenerne fra Sylvesters og den hellige Konstantins legende i Kapel Bardi i Firenzes Santa Croce, skal bl.a. have udført Nikolaus-Freskerne, Marias Kroning med videre i Assisis underkirke, Madonna i Santa Chiara i Assissi, Kristi Fødsel og Korsfæstelsen i Kapel Strozzi, Santa Maria Novella, Firenze. Giottino hører til gruppen — vanskelig at rede ud fra hinanden — af Giotto-efterfølgere. Efter Osvald Siréns undersøgelser i 1917 skulle Giottino måske kunne identificeres med Stefano Fiorentino. Han går i sin store mesters spor, men er også sienesisk påvirket, stille og dæmpet i sit udtryk, med fin følelse for rumvirkning der kan ses i Sylvesterbillederne.